# Elaphoidella dispersa
Elaphoidella dispersa är en kräftdjursart som beskrevs av Claude Chappuis 1934. Elaphoidella dispersa ingår i släktet Elaphoidella och familjen Canthocamptidae. Inga underarter finns listade i Catalogue of Life.